# 푸비니-슈투디 계량
수학에서 푸비니-슈투디 계량(Fubini–Study metric)은 에르미트 형식이 부여된 복소 사영 공간 {\displaystyle \mathbb {CP} ^{n}}에 주어지는 켈러 계량이다. {\displaystyle \mathbb {C} ^{n+1}}의 에르미트 형식은 {\displaystyle {\text{GL}}(n+1,\mathbb {C} )}의 유니터리 부분 군 {\displaystyle {\text{U}}(n+1)}를 정의한다. 푸비니–슈투디 계량은 이러한 {\displaystyle {\text{U}}(n+1)} 군 작용에서 불변성에 의해 결정된다. 따라서 동차이다. 푸비니–슈투디 계량을 갖춘 {\displaystyle \mathbb {CP} ^{n}}은 대칭 공간이다. 계량의 정규화는 상황에 따라 다르다. 리만 기하학에서는 푸비니–슈투디 계량이 단순히 (2n +1)차원 초구의 표준 계량과 관련되도록 정규화 한다. 대수 기하학에서는 정규화를 사용하여 {\displaystyle \mathbb {CP} ^{n}}을 호지 다양체로 만든다.

## 정의
{\displaystyle n}차원 복소수 사영 공간 {\displaystyle \mathbb {CP} ^{n}}에 동차좌표 {\displaystyle Z_{0},Z_{1},\dots ,Z_{n}}을 부여하고, 벡터
{\displaystyle \mathbf {z} =Z_{0}^{-1}(Z_{1},\dots ,Z_{n})\in \mathbb {C} ^{n}}
로 나타내자. 그렇다면 푸비니-슈투디 계량의 켈러 퍼텐셜은
{\displaystyle K=\ln(1+\mathbf {z} \cdot {\bar {\mathbf {z} }})}
이다. 즉, 그 리만 계량은
{\displaystyle ds^{2}={\frac {(1+\mathbf {z} \cdot {\bar {\mathbf {z} }})d\mathbf {z} \cdot d{\bar {\mathbf {z} }}-({\bar {\mathbf {z} }}\cdot d\mathbf {z} )(\mathbf {z} \cdot d{\bar {\mathbf {z} }})}{(1+\mathbf {z} \cdot {\bar {\mathbf {z} }})^{2}}}}
이다.

### 구의 계량과의 관계
복소수 사영 직선(리만 구)은 위상수학적으로 2차원 구이다. 이 경우, 푸비니-슈투디 계량은
{\displaystyle ds^{2}={\frac {dx^{2}+dy^{2}}{(1+r^{2})^{2}}}={\frac {1}{4}}(d\theta ^{2}+\sin ^{2}\theta d\phi ^{2})}
이므로, 이는 반지름이 1/2인 구를 나타내는 것을 알 수 있다. 따라서 그 가우스 곡률은 4이다.

## 구성
푸비니–슈투디 계량은 복소 사영 공간의 몫 공간 구성에서 자연스럽게 발생한다.
구체적으로, {\displaystyle \mathbb {CP} ^{n}}을 {\displaystyle \mathbb {C} ^{n+1}}의 모든 복소수 직선들로 구성된 공간으로 정의 할 수 있다. 이것은 곱셈 군 {\displaystyle \mathbb {C} ^{*}:=\mathbb {C} \setminus \{0\}}의 대각 군 작용에 의한 몫과 일치한다:
{\displaystyle \mathbf {CP} ^{n}=\left\{\mathbf {Z} =[Z_{0},Z_{1},\ldots ,Z_{n}]\in {\mathbf {C} }^{n+1}\setminus \{0\}\,\right\}/\{\mathbf {Z} \sim c\mathbf {Z} ,c\in \mathbf {C} ^{*}\}.}
이 몫은 {\displaystyle \mathbb {C} ^{n+1}\setminus \{0\}}을 기본 공간 {\displaystyle \mathbb {CP} ^{n}}에 대한 복소수 선 다발으로 인식한다. (실제로 이것은 {\displaystyle \mathbb {CP} ^{n}}에 대한 소위 동어반복 다발이다. ) 따라서 {\displaystyle \mathbb {CP} ^{n}}의 점은 ( n +1)-튜플 {\displaystyle [Z_{0},\dots ,Z_{n}]}의 동치류로 식별된다.  {\displaystyle Z_{i}}들은 점의 동차 좌표라고 한다.
게다가, 이 몫 사상을 두 단계로 실현할 수 있다: 0이 아닌 복소수 {\displaystyle z=Re^{i\theta }}를 곱하는 것은 기하학적으로 각도 {\displaystyle \theta }만큼 원점을 중심으로 시계 반대 방향으로 회전한 후 크기 {\displaystyle R}만큼 늘리는 구성으로 유일하게 생각할 수 있다. 몫 사상 {\displaystyle \mathbb {C} ^{n+1}\rightarrow \mathbb {CP} ^{n}}은 두 부분으로 나뉜다.
{\displaystyle \mathbf {C} ^{n+1}\setminus \{0\}{\stackrel {(a)}{\longrightarrow }}S^{2n+1}{\stackrel {(b)}{\longrightarrow }}\mathbf {CP} ^{n}}
여기서 단계 (a)는 양의 실수의 곱셈 군의 원소 {\displaystyle R\in \mathbb {R} ^{+}}에 대해 {\displaystyle \mathbf {Z} \sim R\mathbf {Z} }에 의한 몫이다.  단계 (b)는 회전 {\displaystyle \mathbf {Z} \sim e^{i\theta }\mathbf {Z} }에 의한 몫이다.
(a)에서 몫의 결과는 방정식 {\displaystyle |\mathbf {Z} |^{2}=|Z_{0}|^{2}+\dots +|Z_{n}|^{2}=1}. (b)의 몫은 {\displaystyle \mathbb {CP} ^{n}=S^{2n+1}/S^{1}}을 실현하다. 여기서 {\displaystyle S^{1}}은 회전 군을 나타낸다. 이 몫은 유명한 호프 올화 {\displaystyle S^{1}\rightarrow S^{2n+1}\rightarrow \mathbb {CP} ^{n}}에 의해 명시적으로 실현된다. 그 올들은 {\displaystyle S^{2n+1}}의 대원들 중에 있다.

### 계량 몫
리만 다양체(또는 일반적으로 거리 공간)의 몫을 취할 때, 몫 공간이 잘 정의된 계량으로 부여되도록 주의를 기울여야 하다. 예를 들어, 군 {\displaystyle G}가 리만 다양체 {\displaystyle (X,g)}에 작용하는 경우 궤도 공간 {\displaystyle X/G}가 유도 계량{\displaystyle g}을 갖기 위해서는 {\displaystyle \forall h\in G}과 임의의 벡터장 쌍 {\displaystyle X,Y}대해 {\displaystyle g(Xh,Yh)=g(X,Y)}의 의미에서 궤도를 따라 일정해야 한다.
{\displaystyle \mathbb {C} ^{n+1}}에 대한 표준 에르미트 계량은 다음과 같이 표준 기저로 제공된다.
{\displaystyle ds^{2}=d\mathbf {Z} \otimes d{\bar {\mathbf {Z} }}=dZ_{0}\otimes d{\bar {Z}}_{0}+\cdots +dZ_{n}\otimes d{\bar {Z}}_{n}}
그것의 실현은 {\displaystyle \mathbb {R} ^{2n+2}}에 대한 표준 유클리드 계량이다. 이 계량은 {\displaystyle \mathbb {C} ^{*}}의 대각 작용에 대해 변하므로 몫의 {\displaystyle \mathbb {CP} ^{n}}으로 직접 푸시다운할 수 없다. 그러나 이 계량은 회전 군 {\displaystyle S^{1}={\text{U}}(1)}의 대각 작용에서 불변한다. 따라서 위의 구성에서 (b) 단계는 (a) 단계가 완료되면 가능하다.
푸비니–슈투디 계량은 몫 {\displaystyle \mathbb {CP} ^{n}=S^{2n+1}/S^{1}}에서 유도된 계량이다. 여기서 {\displaystyle S^{2n+1}}는 표준 유클리드 계량을 단위 초구로 제한하여 부여된 소위 "둥근 계량"을 수행한다.

### 국소적 아핀 좌표에서
동차 좌표 {\displaystyle [Z_{0}:\dots :Z_{n}]}를 갖는 {\displaystyle \mathbb {CP} ^{n}}의 점에 해당한다 다음과 같은 유일한 좌표 {\displaystyle (z_{1},\dots ,z_{n})}가 있다.
{\displaystyle [Z_{0}:\dots :Z_{n}]\sim [1,z_{1},\dots ,z_{n}],\,\,Z_{0}\neq 0}
특히, {\displaystyle Z_{0}\neq 0}, {\displaystyle z_{j}=Z_{j}/Z_{0}}. {\displaystyle (z_{1},\dots ,z_{n})}은 좌표 조각 {\displaystyle U_{0}=\{Z_{0}\neq 0\}}에서 {\displaystyle \mathbb {CP} ^{n}}에 대한 아핀 좌표계를 형성한다. {\displaystyle U_{i}=\{Z_{i}\neq 0\}} 대신 Zi로 명백한 방식으로 나누면 임의의 좌표 조각 {\displaystyle U_{i}}에서 아핀 좌표계를 설정 할 수 있다. n +1 좌표 조각 {\displaystyle U_{i}}는 {\displaystyle \mathbb {CP} ^{n}}을 덮고 {\displaystyle U_{i}}의 아핀 좌표 {\displaystyle (z_{1},\dots ,z_{n})} 측면에서 계량을 명시적으로 제공할 수 있다. 좌표 도함수는 틀 {\displaystyle \{\partial _{1},\ldots ,\partial _{n}\}}을 정의한다. 푸비니–슈투디 계량에 에르미트 성분이 있는 점에서 {\displaystyle \mathbb {CP} ^{n}}의 정칙 접다발
{\displaystyle g_{i{\bar {j}}}=h(\partial _{i},{\bar {\partial }}_{j})={\frac {\left(1+|\mathbf {z} |^{2}\right)\delta _{i{\bar {j}}}-{\bar {z}}_{i}z_{j}}{\left(1+|\mathbf {z} |^{2}\right)^{2}}}.}
여기서서 {\displaystyle |\mathbf {z} |^{2}=|z_{1}|^{2}+\cdots +|z_{n}|^{2}}. 즉, 이 틀에서 푸비니–슈투디 계량의 에르미트 행렬은 다음과 같다.
{\displaystyle {\bigl [}g_{i{\bar {j}}}{\bigr ]}={\frac {1}{\left(1+|\mathbf {z} |^{2}\right)^{2}}}\left[{\begin{array}{cccc}1+|\mathbf {z} |^{2}-|z_{1}|^{2}&-{\bar {z}}_{1}z_{2}&\cdots &-{\bar {z}}_{1}z_{n}\\-{\bar {z}}_{2}z_{1}&1+|\mathbf {z} |^{2}-|z_{2}|^{2}&\cdots &-{\bar {z}}_{2}z_{n}\\\vdots &\vdots &\ddots &\vdots \\-{\bar {z}}_{n}z_{1}&-{\bar {z}}_{n}z_{2}&\cdots &1+|\mathbf {z} |^{2}-|z_{n}|^{2}\end{array}}\right]}
각 행렬 성분은 유니터리 불변이라는 점에 유의하라. 즉, {\displaystyle \mathbf {z} \mapsto e^{i\theta }\mathbf {z} }이 행렬을 바꾸지 않는다.
따라서 선 요소는 다음과 같이 주어진다.
{\displaystyle {\begin{aligned}ds^{2}&=g_{i{\bar {j}}}\,dz^{i}\,d{\bar {z}}^{j}\\[4pt]&={\frac {\left(1+|\mathbf {z} |^{2}\right)|d\mathbf {z} |^{2}-({\bar {\mathbf {z} }}\cdot d\mathbf {z} )(\mathbf {z} \cdot d{\bar {\mathbf {z} }})}{\left(1+|\mathbf {z} |^{2}\right)^{2}}}\\[4pt]&={\frac {(1+z_{i}{\bar {z}}^{i})\,dz_{j}\,d{\bar {z}}^{j}-{\bar {z}}^{j}z_{i}\,dz_{j}\,d{\bar {z}}^{i}}{\left(1+z_{i}{\bar {z}}^{i}\right)^{2}}}.\end{aligned}}}
이 마지막 식에서 아인슈타인 표기법이 1에서 {\displaystyle n}까지 범위의 라틴문자 첨자 {\displaystyle i,j}를 합산하는 데 사용되었다.
계량은 다음 켈러 퍼텐셜에서 파생될 수 있다.
{\displaystyle K=\ln(1+z_{i}{\bar {z}}^{i})=\ln(1+\delta _{i{\bar {j}}}z^{i}{\bar {z}}^{j})}
~처럼
{\displaystyle g_{i{\bar {j}}}=K_{i{\bar {j}}}={\frac {\partial ^{2}}{\partial z^{i}\,\partial {\bar {z}}^{j}}}K}

### 동차 좌표 사용
대수 기하학의 사영 다형체를 설명하는 데 일반적으로 사용되는 동차 좌표 표기법 {\displaystyle \mathbf {Z} =[Z_{0}:\dots :Z_{n}]}에서도 표현이 가능하다. 형식적으로 관련된 표현을 적절하게 해석하면
{\displaystyle {\begin{aligned}ds^{2}&={\frac {|\mathbf {Z} |^{2}|d\mathbf {Z} |^{2}-({\bar {\mathbf {Z} }}\cdot d\mathbf {Z} )(\mathbf {Z} \cdot d{\bar {\mathbf {Z} }})}{|\mathbf {Z} |^{4}}}\\&={\frac {Z_{\alpha }{\bar {Z}}^{\alpha }dZ_{\beta }d{\bar {Z}}^{\beta }-{\bar {Z}}^{\alpha }Z_{\beta }dZ_{\alpha }d{\bar {Z}}^{\beta }}{\left(Z_{\alpha }{\bar {Z}}^{\alpha }\right)^{2}}}\\&={\frac {2Z_{[\alpha }\,dZ_{\beta ]}{\bar {Z}}^{[\alpha }\,{\overline {dZ}}^{\beta ]}}{\left(Z_{\alpha }{\bar {Z}}^{\alpha }\right)^{2}}}.\end{aligned}}}
여기서 합 규칙은 0에서 {\displaystyle n}까지의 그리스 문자 첨자 {\displaystyle \alpha ,\beta }를 합산하는 데 사용되며 마지막 등식에서는 텐서의 skew 부분에 대한 표준 표기법이 사용된다.
{\displaystyle Z_{[\alpha }W_{\beta ]}={\frac {1}{2}}\left(Z_{\alpha }W_{\beta }-Z_{\beta }W_{\alpha }\right).}
이제 {\displaystyle ds^{2}}에 대한 이 표현은 분명히 동어반복 다발 {\displaystyle \mathbb {C} ^{n+1}\setminus \{0\}}의 전체 공간에 대한 텐서를 정의한다. {\displaystyle \mathbb {CP} ^{n}}의 팽팽한 다발의 정칙 단면 σ를 따라 당겨서 {\displaystyle \mathbb {CP} ^{n}}의 텐서로 적절하게 이해해야 한다. 그런 다음 당김 값이 단면 선택과 독립적인지 확인해야 하다. 이것은 직접 계산으로 수행할 수 있다.
이 계량의 켈러 형식은 다음과 같다.
{\displaystyle \omega ={\frac {i}{2}}\partial {\bar {\partial }}\log |\mathbf {Z} |^{2}}
여기서 {\displaystyle \partial ,{\bar {\partial }}}는 돌보 연산자이다. 이것의 당김은 정칙 단면의 선택과 분명히 독립적이다. {\displaystyle \log |\mathbf {Z} |^{2}}는 {\displaystyle \mathbb {CP} ^{n}}의 켈러 퍼텐셜(켈러 스칼라라고도 함)이다.

### 브라켓 좌표 표기
양자 역학에서 푸비니–슈투디 계량은 부레스 계량이라고도 한다. 그러나 부레스 계량은 일반적으로 혼합 상태 표기법으로 정의되는 반면 아래 설명은 순수 상태 항으로 작성된다. 계량의 실수 부분은 피셔 정보 계량의 4배이다.
푸비니–슈투디 계량은 양자 역학에서 일반적으로 사용되는 브라켓 표기법을 사용하여 작성할 수 있다. 이 표기법을 위에 주어진 동차 좌표와 명시적으로 동일시하려면,
{\displaystyle \vert \psi \rangle =\sum _{k=0}^{n}Z_{k}\vert e_{k}\rangle =[Z_{0}:Z_{1}:\ldots :Z_{n}]}
로 두면 된다. 여기서 {\displaystyle \{\vert e_{k}\rangle \}}는 힐베르트 공간에 대한 정규 직교 기저 벡터들의 집합이다. {\displaystyle Z_{k}}들은 복소수이고 {\displaystyle Z_{\alpha }=[Z_{0}:Z_{1}:\ldots :Z_{n}]}는 사영 공간 {\displaystyle \mathbb {C} P^{n}}의 한 점에 대한 동차 좌표 표준 표기법이다. 그럼 두 점 {\displaystyle \vert \psi \rangle =Z_{\alpha }}, {\displaystyle \vert \varphi \rangle =W_{\alpha }}을 주면 공간에서 그들 사이의 거리(측지선의 길이)는
{\displaystyle \gamma (\psi ,\varphi )=\arccos {\sqrt {\frac {\langle \psi \vert \varphi \rangle \;\langle \varphi \vert \psi \rangle }{\langle \psi \vert \psi \rangle \;\langle \varphi \vert \varphi \rangle }}}}
또는 동등하게 사영 다형체 표기법에서,
{\displaystyle \gamma (\psi ,\varphi )=\gamma (Z,W)=\arccos {\sqrt {\frac {Z_{\alpha }{\bar {W}}^{\alpha }\;W_{\beta }{\bar {Z}}^{\beta }}{Z_{\alpha }{\bar {Z}}^{\alpha }\;W_{\beta }{\bar {W}}^{\beta }}}}.}
여기서, {\displaystyle {\bar {Z}}^{\alpha }}는 {\displaystyle Z_{\alpha }}의 켤레 복소수이다. 분모에 있는 {\displaystyle \langle \psi \vert \psi \rangle }는 {\displaystyle \vert \psi \rangle }가 단위 길이로 정규화되지 않았다.({\displaystyle \vert \varphi \rangle }도 마찬가지)는 것을 나타낸다. 따라서, 위에서 정규화가 명시적으로 이루어진다. 위에서 주어진 힐베르트 공간에서 거리는 두 벡터 사이의 각도로 다소 자명하게 해석될 수 있다. 따라서 때때로 양자 각도라고 한다. 각도는 0에서 {\displaystyle \pi /2} 사이의 실수 값이다.
이 계량의 무한소 형태는 {\displaystyle \varphi =\psi +\delta \psi }을, 또는 동등하게, {\displaystyle W_{\alpha }=Z_{\alpha }+dZ_{\alpha }}를 수행하여 빠르게 얻을 수 있다:
{\displaystyle ds^{2}={\frac {\langle \delta \psi \vert \delta \psi \rangle }{\langle \psi \vert \psi \rangle }}-{\frac {\langle \delta \psi \vert \psi \rangle \;\langle \psi \vert \delta \psi \rangle }{{\langle \psi \vert \psi \rangle }^{2}}}.}
양자 역학의 맥락에서 {\displaystyle \mathbb {CP} ^{1}}은 블로흐 구면이라고 하다. 푸비니–슈투디 계량은 양자 역학의 기하학에 대한 자연스러운 계량이다. 양자 얽힘 및 베리 페이즈 효과를 포함한 양자 역학의 특이한 동작의 대부분은 푸비니-슈투디 계량의 특성에 기인할 수 있다.

## n= 1인 경우
{\displaystyle n=1}일 때, 입체 사영으로 주어지는 미분 동형 사상 {\displaystyle S^{2}\cong \mathbb {CP} ^{1}}이 있다. 이것은 "특별한" 호프 올화 {\displaystyle S^{1}\rightarrow S^{3}\rightarrow S^{2}}로 이어진다. 푸비니–슈투디 계량이 {\displaystyle \mathbb {CP} ^{1}}의 좌표로 작성될 때 실 접다발에 대한 제한은 {\displaystyle S^{2}}의 반지름 1/2(및 가우스 곡률 4)의 일반 "둥근 계량" 표현을 생성한다.
즉, 만약 {\displaystyle z=x+iy}가 리만 구 {\displaystyle \mathbb {CP} ^{1}}의 표준 아핀 좌표 차트이고 {\displaystyle x=r\cos \theta ,y=r\sin \theta }가 {\displaystyle \mathbb {C} }의 극좌표이면
{\displaystyle ds^{2}={\frac {\operatorname {Re} (dz\otimes d{\bar {z}})}{\left(1+|\mathbf {z} |^{2}\right)^{2}}}={\frac {dx^{2}+dy^{2}}{\left(1+r^{2}\right)^{2}}}={\frac {1}{4}}(d\varphi ^{2}+\sin ^{2}\varphi \,d\theta ^{2})={\frac {1}{4}}\,ds_{us}^{2}}
가 성립한다. 여기서 {\displaystyle ds_{us}^{2}}는 단위 구면의 둥근 계량이다. 이때, {\displaystyle \varphi ,\theta }는 입체 사영 {\displaystyle r\tan(\varphi /2)=1}, {\displaystyle \tan(\theta )=y/x}에서 오는 {\displaystyle S^{2}}에 대한 "수학자의 구면 좌표계"이다.
이에 대한 켈러 형식은
{\displaystyle K={\frac {i}{2}}{\frac {dz\wedge d{\bar {z}}}{\left(1+z{\bar {z}}\right)^{2}}}={\frac {dx\wedge dy}{\left(1+x^{2}+y^{2}\right)^{2}}}}
이다. 비어바인으로 {\displaystyle e^{1}=dx/(1+r^{2})}, {\displaystyle e^{2}=dy/(1+r^{2})}를 선택하면, 켈러 형식은 다음과 같이 단순화된다.
{\displaystyle K=e^{1}\wedge e^{2}}
호지 별 연산자를 켈러 형식에 적용하면 다음을 얻는다.
{\displaystyle *K=1}
이는 {\displaystyle K}가 조화형식이라는 것을 암시한다.

## n= 2인 경우
복소 사영 평면 {\displaystyle \mathbb {CP} ^{2}}에 대한 푸비니-슈투디 계량은 중력 순간자의 중력 아날로그로 제안되었다. 적절한 4차원 실수 좌표가 설정되면 계량, 접속 형식 및 곡률을 쉽게 계산할 수 있다. 실수 데카르트 좌표를 {\displaystyle (x,y,z,t)}로 쓴 경우 4차원 구(사원수 사영 직선)에서 극좌표 제 1형식을 다음과 같이 정의한다.
{\displaystyle {\begin{aligned}r\,dr&=+x\,dx+y\,dy+z\,dz+t\,dt\\r^{2}\sigma _{1}&=-t\,dx-z\,dy+y\,dz+x\,dt\\r^{2}\sigma _{2}&=+z\,dx-t\,dy-x\,dz+y\,dt\\r^{2}\sigma _{3}&=-y\,dx+x\,dy-t\,dz+z\,dt\end{aligned}}}
{\displaystyle \sigma _{1},\sigma _{2},\sigma _{3}}는 리 군 {\displaystyle SU(2)=S^{3}}의 표준 왼쪽 불변 제 1형식 좌표계이다. 즉, {\displaystyle i,j,k=1,2,3}의 순환에 대해 {\displaystyle d\sigma _{i}=2\sigma _{j}\wedge \sigma _{k}}이 성립한다.
해당 국소적 아핀 좌표는 다음과 같다. {\displaystyle z_{1}=x+iy}, {\displaystyle z_{2}=z+it}. 그러면,
{\displaystyle {\begin{aligned}z_{1}{\bar {z}}_{1}+z_{2}{\bar {z}}_{2}&=r^{2}=x^{2}+y^{2}+z^{2}+t^{2}\\dz_{1}\,d{\bar {z}}_{1}+dz_{2}\,d{\bar {z}}_{2}&=dr^{2}+r^{2}(\sigma _{1}^{2}+\sigma _{2}^{2}+\sigma _{3}^{2})\\\left({\bar {z}}_{1}\,dz_{1}+{\bar {z}}_{2}\,dz_{2}\right)^{2}&=r^{2}\left(dr^{2}+r^{2}\sigma _{3}^{2}\right)\end{aligned}}}
일반적인 약자로 {\displaystyle dr^{2}=dr\otimes dr}, {\displaystyle \sigma _{k}^{2}=\sigma _{k}\otimes \sigma _{k}}.
이전에 주어진 표현식으로 시작하는 선 요소는 다음과 같이 지정된다.
{\displaystyle {\begin{aligned}ds^{2}&={\frac {dz_{j}\,d{\bar {z}}^{j}}{1+z_{i}{\bar {z}}^{i}}}-{\frac {{\bar {z}}^{j}z_{i}\,dz_{j}\,d{\bar {z}}^{i}}{(1+z_{i}{\bar {z}}^{i})^{2}}}\\[5pt]&={\frac {dr^{2}+r^{2}(\sigma _{1}^{2}+\sigma _{2}^{2}+\sigma _{3}^{2})}{1+r^{2}}}-{\frac {r^{2}\left(dr^{2}+r^{2}\sigma _{3}^{2}\right)}{\left(1+r^{2}\right)^{2}}}\\[4pt]&={\frac {dr^{2}+r^{2}\sigma _{3}^{2}}{\left(1+r^{2}\right)^{2}}}+{\frac {r^{2}\left(\sigma _{1}^{2}+\sigma _{2}^{2}\right)}{1+r^{2}}}\end{aligned}}}
비어바인들은 마지막 표현에서 즉시 읽을 수 있다.
{\displaystyle {\begin{aligned}e^{0}={\frac {dr}{1+r^{2}}}&&&e^{3}={\frac {r\sigma _{3}}{1+r^{2}}}\\[5pt]e^{1}={\frac {r\sigma _{1}}{\sqrt {1+r^{2}}}}&&&e^{2}={\frac {r\sigma _{2}}{\sqrt {1+r^{2}}}}\end{aligned}}}
즉, 비어바인 좌표계에서 로마자 첨자를 사용하면 계량 텐서는 유클리드이다.
{\displaystyle ds^{2}=\delta _{ab}e^{a}\otimes e^{b}=e^{0}\otimes e^{0}+e^{1}\otimes e^{1}+e^{2}\otimes e^{2}+e^{3}\otimes e^{3}.}
비어바인이 주어지면 스핀 접속을 계산할 수 있다. 레비치비타 스핀 접속은 비틀림이 없고 공변적으로 상수인 유일한 접속이다. 즉, 비틀림 없는 조건
{\displaystyle de^{a}+\omega _{\;\;b}^{a}\wedge e^{b}=0}
을 만족하는 제 1형식 {\displaystyle \omega _{\;\;b}^{a}}이다. 그리고 공변적으로 일정하며, 이는 스핀 접속의 경우 비어바인 첨자에서 비대칭임을 의미한다.
{\displaystyle \omega _{ab}=-\omega _{ba}}
위의 내용은 쉽게 해결된다:
{\displaystyle {\begin{aligned}\omega _{\;\;1}^{0}&=-\omega _{\;\;3}^{2}=-{\frac {e^{1}}{r}}\\\omega _{\;\;2}^{0}&=-\omega _{\;\;1}^{3}=-{\frac {e^{2}}{r}}\\\omega _{\;\;3}^{0}&={\frac {r^{2}-1}{r}}e^{3}\quad \quad \omega _{\;\;2}^{1}={\frac {1+2r^{2}}{r}}e^{3}\\\end{aligned}}}
곡률 제 2형식은
{\displaystyle R_{\;\,b}^{a}=d\omega _{\;\,b}^{a}+\omega _{\;c}^{a}\wedge \omega _{\;\,b}^{c}}
과 같이 정의되고 상수이다.
{\displaystyle {\begin{aligned}R_{01}&=-R_{23}=e^{0}\wedge e^{1}-e^{2}\wedge e^{3}\\R_{02}&=-R_{31}=e^{0}\wedge e^{2}-e^{3}\wedge e^{1}\\R_{03}&=4e^{0}\wedge e^{3}+2e^{1}\wedge e^{2}\\R_{12}&=2e^{0}\wedge e^{3}+4e^{1}\wedge e^{2}\end{aligned}}}
비어바인 첨자의 리치 텐서는 다음과 같이 주어진다.
{\displaystyle \operatorname {Ric} _{\;\;c}^{a}=R_{\;\,bcd}^{a}\delta ^{bd}}
여기서 곡률 2형은 4개 성분 텐서로 확장되었다.
{\displaystyle R_{\;\,b}^{a}={\frac {1}{2}}R_{\;\,bcd}^{a}e^{c}\wedge e^{d}}
결과적으로 리치 텐서는 상수이다.
{\displaystyle \operatorname {Ric} _{ab}=6\delta _{ab}}
따라서 아인슈타인 방정식
{\displaystyle \operatorname {Ric} _{ab}-{\frac {1}{2}}\delta _{ab}R+\Lambda \delta _{ab}=0}
은 우주상수 {\displaystyle \Lambda =6}로 풀 수 있다.
일반적으로 푸비니–슈투디 계량에 대한 바일 텐서는 다음과 같이 제공된다.
{\displaystyle W_{abcd}=R_{abcd}-2\left(\delta _{ac}\delta _{bd}-\delta _{ad}\delta _{bc}\right)}
{\displaystyle n=2}일 때, 제 2형식
{\displaystyle W_{ab}={\frac {1}{2}}W_{abcd}e^{c}\wedge e^{d}}
들은 자기 쌍대적이다:
{\displaystyle {\begin{aligned}W_{01}&=W_{23}=-e^{0}\wedge e^{1}-e^{2}\wedge e^{3}\\W_{02}&=W_{31}=-e^{0}\wedge e^{2}-e^{3}\wedge e^{1}\\W_{03}&=W_{12}=2e^{0}\wedge e^{3}+2e^{1}\wedge e^{2}\end{aligned}}}

## 곡률 성질들
{\displaystyle n=1}인 특별한 경우에, 푸비니–슈투디 계량은 2차원 구의 둥근 계량(주어진 반지름 R이 단면 곡률{\displaystyle 1/R^{2}}을 가짐)과의 동등성에 따라 일정한 단면 곡률 4를 가진다. 그러나 n > 1인 경우 푸비니–슈투디 계량은 일정한 곡률을 갖지 않는다. 그 단면 곡률은 대신 방정식에 의해 제공된다.
{\displaystyle K(\sigma )=1+3\langle JX,Y\rangle ^{2}}
여기서 {\displaystyle \{X,Y\}\in T_{p}\mathbb {CP} ^{n}}는 2차원 평면 {\displaystyle \sigma :T\mathbb {CP} ^{n}\rightarrow T\mathbb {CP} ^{n}}의 직교 정규 기저이고, {\displaystyle J}는 {\displaystyle \mathbb {CP} ^{n}}의 복소 구조이고, {\displaystyle \langle \cdot ,\cdot \rangle }는 푸비니–슈투디 계량이다.
이 공식의 결과는 단면 곡률이 모든 2차원 평면 {\displaystyle \sigma }에 대해 {\displaystyle 1\leq K(\sigma )\leq 4}을 충족한다는 것이다.  최대 단면 곡률(4)은 J (σ) ⊂ σ인 정칙 2차원 평면에서 달성되는 반면 최소 단면 곡률(1)은 J (σ)가 σ에 직교하는 2차원 평면에서 달성된다. 이러한 이유로 푸비니–슈투디 계량은 종종 4와 같은 "일정한 정칙 단면 곡률"을 갖는다고 한다.
이것은 {\displaystyle \mathbb {CP} ^{n}}을 (엄격하지 않은) 쿼터 핀치 다양체로 만듭니다. 어떤 유명한 정리는 엄격하게 1/4 핀치로 단일 연결 n -다양체가 구에 대해 동형이어야 함을 보여준다.
푸비니–슈투디 계량은 자신의 리치 텐서에 비례한다는 점에서 아인슈타인 계량이기도 하다. 모든 i, j 에 대해
{\displaystyle \operatorname {Ric} _{ij}=\Lambda g_{ij}}
인 상수 {\displaystyle \Lambda }가 존재한다. 이것은 무엇보다도 푸비니–슈투디 계량이 리치 흐름 에서 스칼라 곱를 제외하고 바뀌지 않은 상태로 유지됨을 의미한다. 이 사실은 또한 진공 아인슈타인 장 방정식에 대한 자명하지 않은 해의 역할을 하기 때문에 일반 상대성 이론에 {\displaystyle \mathbb {CP} ^{n}}을 필수 불가결하게 만든다.
{\displaystyle \mathbb {CP} ^{n}}에 대한 우주 상수 {\displaystyle \Lambda }의 경우 공간의 차원으로 표시된다.
{\displaystyle \operatorname {Ric} _{ij}=2(n+1)g_{ij}.}

## 곱 계량
푸비니–슈투디 계량에는 분리 가능성에 대한 일반적인 개념이 적용된다. 보다 정확하게는 계량은 사영 공간의 자연적 곱인 세그레 매장에서 분리할 수 있다. 만약 {\displaystyle \vert \psi \rangle }가 분리 가능한 상태이어서 {\displaystyle \vert \psi \rangle =\vert \psi _{A}\rangle \otimes \vert \psi _{B}\rangle }과 같이 쓸 수 있다면, 계량은 부분 공간에 대한 계량의 합이다.
{\displaystyle ds^{2}={ds_{A}}^{2}+{ds_{B}}^{2}}
여기서 {\displaystyle {ds_{A}}^{2}}와 {\displaystyle {ds_{B}}^{2}}는 부분 공간 A와 B의 계량이다.

## 접속 및 곡률
계량이 켈러 퍼텐셜에서 유도될 수 있다는 사실은 크리스토펠 기호와 곡률 텐서가 많은 대칭성을 포함하고 특히 간단한 형식으로 제공될 수 있음을 의미하다. 국소적 아핀 좌표에서 크리스토펠 기호는 다음과 같다.
{\displaystyle \Gamma _{\;jk}^{i}=g^{i{\bar {m}}}{\frac {\partial g_{k{\bar {m}}}}{\partial z^{j}}}\qquad \Gamma _{\;{\bar {j}}{\bar {k}}}^{\bar {i}}=g^{{\bar {i}}m}{\frac {\partial g_{{\bar {k}}m}}{\partial {\bar {z}}^{\bar {j}}}}}
리만 텐서는 특히 간단하다.
{\displaystyle R_{i{\bar {j}}k{\bar {l}}}=g^{i{\bar {m}}}{\frac {\partial \Gamma _{\;\;{\bar {j}}{\bar {l}}}^{\bar {m}}}{\partial z^{k}}}}
리치 텐서는
{\displaystyle R_{{\bar {i}}j}=R_{\;{\bar {i}}{\bar {k}}j}^{\bar {k}}=-{\frac {\partial \Gamma _{\;{\bar {i}}{\bar {k}}}^{\bar {k}}}{\partial z^{j}}}\qquad R_{i{\bar {j}}}=R_{\;ik{\bar {j}}}^{k}=-{\frac {\partial \Gamma _{\;ik}^{k}}{\partial {\bar {z}}^{\bar {j}}}}}

## 역사
1904년에 귀도 푸비니가, 1905년에 크리스티안 후고 에두아르트 슈투디(독일어: Christian Hugo Eduard Study)가 독자적으로 발견하였다.

## 같이 보기
- 칼루차–클레인 이론